# Boreava
Boreava es un género botánico con dos especies de plantas fanerógamas, pertenecientes a la familia Brassicaceae.

## Taxonomía
El género fue descrito por Jaub. & Spach  y publicado en Annales des Sciences Naturelles; Botanique, sér. 2 16: 341. 1841.

## Especies aceptadas
A continuación se brinda un listado de las especies del género Boreava aceptadas hasta octubre de 2014, ordenadas alfabéticamente. Para cada una se indica el nombre binomial seguido del autor, abreviado según las convenciones y usos.
- Boreava aptera Boiss. & Heldr.
- Boreava orientalis